# 大丰港经济开发区
大丰港经济开发区是位于中国江苏省盐城市大丰区的一个省级开发区。依托大丰港而建，辖区面积500平方公里、规划面积396平方公里。辖区以大丰港经济开发区管委会之名列为大丰区的一个类似乡级单位。

## 行政区划
下辖以下地区：
王港社区和南新村。